# Metopomyza beckeri
Metopomyza beckeri är en tvåvingeart som först beskrevs av Gabriel Strobl 1909.  Metopomyza beckeri ingår i släktet Metopomyza och familjen minerarflugor.
Artens utbredningsområde är Österrike. Inga underarter finns listade i Catalogue of Life.